# Bonkevaart
De Bonkevaart (officieel, Fries: Bonkefeart in de volksmond kortweg de Bonke) is een vaart aan de noordoostkant van de stad Leeuwarden in de Nederlandse provincie Friesland. Het water is beroemd vanwege de aankomst van de Elfstedentocht, die hier sinds de Elfstedentocht van 1985 plaatsvindt. 
Het oostelijke deel van de Bonkevaart loopt net ten noorden van de Groningerstraatweg. Het westelijke deel vormt de noordgrens van de Vrijheidswijk. Zij verbindt het Ouddeel (Alddiel) met de Dokkumer Ee (Dokkumer Ie) bij Snakkerburen (Snakkerbuorren). Op oude kaarten zoals de Veldminuut uit 1854 staat "De Bonken" vermeld.
Op initiatief van een aantal inwoners van de Vrijheidswijk richtte de gemeente Leeuwarden in 2009 een waterspeelplaats, voetbalveld en een dorpsweide voor Snakkeburen, Lekkum en de inwoners van de Vrijheidswijk in. Dit strand, in de volksmond Bonkebeach genoemd, geniet populariteit bij de lokale jeugd en inwoners van de nabijgelegen studentenflats.
Donderdag 28 november 2019 werd een nieuw lichtkunstwerk over de Bonkevaart onthuld: De Finishboog. Het kunstwerk is een idee en ontwerp van kunstenaarsduo Tijdmakers, dat gevormd wordt door Saskia Hoogendoorn & Lieuwe Martijn Wijnands. Tijdmakers liet zich voor haar idee & ontwerp inspireren door de iconische vorm van het Elfstedenkruisje: de boog vormt de bovenzijde van het kruisje en de weerspiegeling de onderzijde. Dankzij geïntegreerd blauw LED-licht een dag en nacht herkenbaar symbool. Een herinnering voor wie ‘de tocht der tochten’ ooit heeft gereden, een verlangen voor wie uitkijkt naar de volgende Elfstedentocht. De stalen blauw verlichte boog is 17,17 meter breed en 12,15 meter hoog.

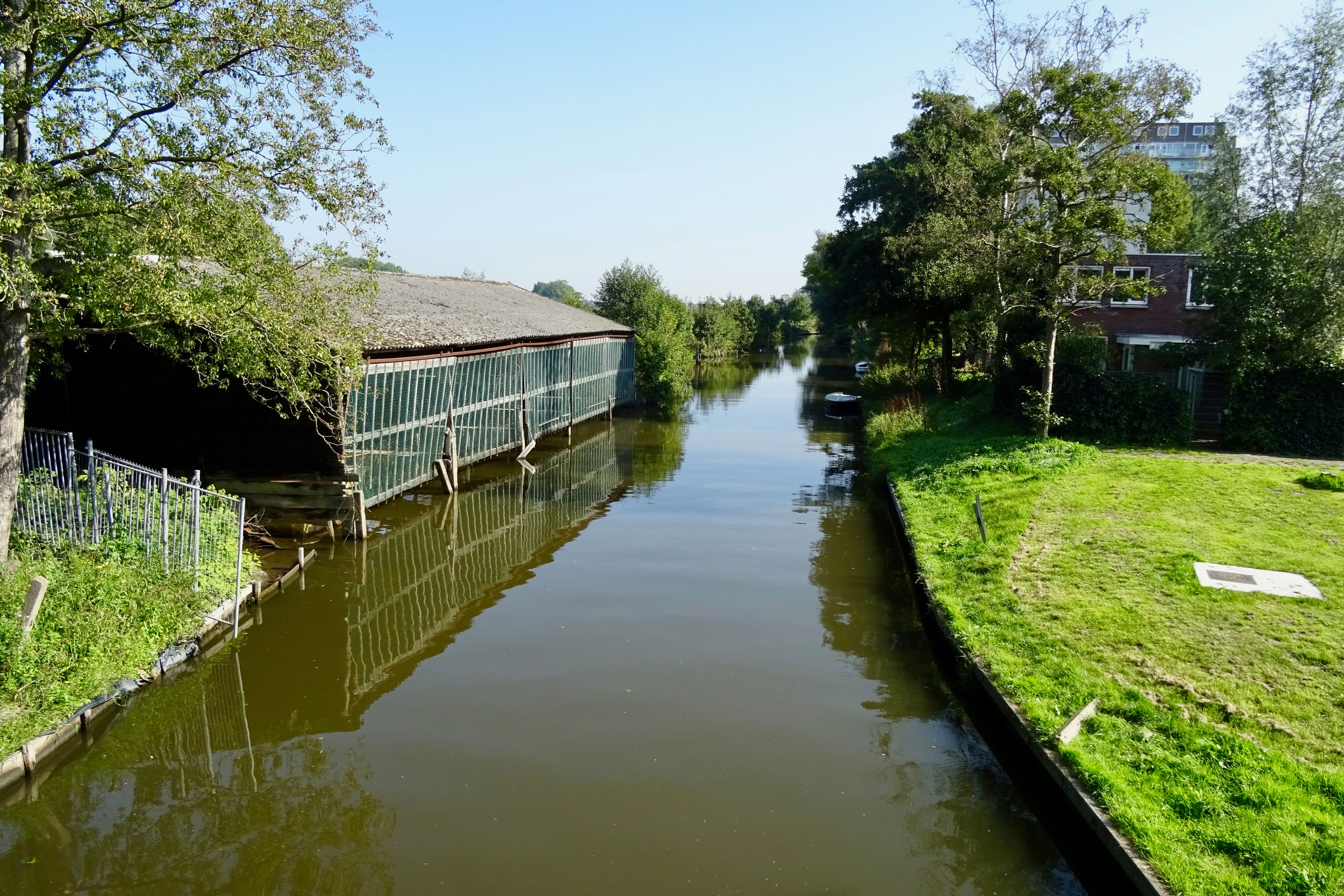
De Bonkevaart in Leeuwarden

Zwette · Stadsgracht (Sneek) · Geeuw · Wijddraai · Wijde Wijmerts · Nauwe Wijmerts · Noorder Ee · Ee (Woudsend) · Slotermeer · Slotergat · Slotermeer · Luts · Van Swinderenvaart · Spookhoekstervaart · Rijstervaart · Oud-Karre · Johan Frisokanaal · Morra · Johan Frisokanaal · Noorderdijkvaart · Het Wijd · De Gronzen · Indijk · Zijlroede (Hindeloopen) · Oude Oostervaart · Dijkvaart · Horsa · Burevaart · Diepe Dolte · Workumertrekvaart · Het Kruiswater · Stadsgracht (Bolsward) · Witmarsumervaart · Harlingervaart · Bolswardervaart · Zuidoostersingel · Noordoostersingel · Noordergracht (Harlingen) · Van Harinxmakanaal · Sexbierumervaart · Noordergracht (Franeker) · Dongjumervaart · Ried · Berlikumerwijd · Moddergat · Wierzijlsterrak · Blikvaart · Zuidhoekstervaart · Ouwe Rij · Leistervaart · Finkumervaart · Dokkumer Ee · Het Kleindiep · Dokkumer Ee · Oudkerkstervaart · Murk · Ouddeel · Bonkevaart (finish)